# Рэйфиел, Дэвид
Дэвид Рэйфил (англ. David Rayfiel (9 сентября 1923 — 22 июня 2011) — американский сценарист, был постоянным соавтором режиссёра Сидни Поллака.

## Биография
Дэвид Рэйфил родился в Бруклине, Нью-Йорке и получил образование в Бруклинском колледже. Сын конгрессмена Лео Ф. Рэйфиела.
В 1950 году он женился на телесценаристке Лиле Гаррет. До развода в 1953 году с Гаррет родилась дочь Элиза. Со второй женой актрисой Морин Стейплтон развелся в 1966, на которой ранее женился в 1963 году, . На своей третьей жене, Линн Шварценбек, Дэвид женился в 1987 году.
В 1958 году он построил дом в городе Дэй, Нью-Йорк, ставший известным как Дом Дэвида Рэйфиля или Стеклянный дом в Сагандага и внесенный в Национальный регистр исторических мест США в 2009.

## Смерть
Дэвид Рэйфил умер от сердечной недостаточности, 22 июня 2011 года в Манхэттене, Нью-Йорк. Его пережили вдова, Линн, и его дочь, Элиза, жена актёра Эрика Робертса. От первого брака дочери Элизы от телевизионного продюсера и режиссёра Джеймса Саймонса у Дэвид Рэйфиля два внука, Китон и Морган. Также в живых пасынки Дэнни и Кэтрин Аллентуа, и внуки Александра и Макс Бэмбери..

## Награды
В 1976 году он получил премию Эдгара Аллана По за сценарий лучшего фильма года Три дня Кондора с Лоренцо Семплом-младшим. В 1981 году получил кинопремию «Сезар» за фильм Прямой репортаж о смерти (La Mort en direct/Death Watch (1980)).

## Фильмография

### Сценарист
- Norby (сериал) (1955)
- Assignment Foreign Legion (сериал) (1956—1957)
- Сэм Бенедикт / Sam Benedict (1962—1963) (сериал)
- Театр создателей саспенса / Kraft Suspense Theatre (1963—1965) (сериал)
- Ченнинг/Channing (1963—1964) (сериал)
- The Slender Thread (нет в титрах) (1965)
- This Property is Condemned (1966)
- Castle Keep (1969)
- Valdez Is Coming (1971)
- Lipstick (1976)
- Три дня Кондора / Three Days of the Condor (1975)
- Death Watch (1980)
- Без злого умысла / Absence of Malice (1981)
- Round Midnight (1986)
- The Morning After (нет в титрах) (1986)
- Гавана /Havana (1990)
- Фирма / The Firm (1993)
- Перекресток /Intersection (1994)
- Сабрина / Sabrina (1995)
- [4][5]

### Актёр
- Il était une fois../Однажды... (сериал 2003 – ...) камео